# S&Mシリーズ
『S&Mシリーズ』（S&M series）は、講談社より発行されている森博嗣の推理小説シリーズ。

## 概要
第1回メフィスト賞を受賞したデビュー作『すべてがFになる』から始まる一連のシリーズ。シリーズ名は主人公である犀川創平と西之園萌絵のファーストネームのイニシャル、「S」と「M」に由来する。大まかな話の流れとしては、西之園萌絵が事件を持ち出し（あるいは巻き込まれ）、犀川創平がやむを得ず解決するという構成。
理系ミステリィと称されるように、ガジェットやトリックに工学などの理系分野を中心として構成されている。一方で、登場人物同士が抱く心理状態、思考形態の表現は時として抽象的、哲学的な形をとる。生命工学・情報工学・認知科学などといった分野にも触れられており、従来の推理小説とは一見異なった雰囲気を持っている。
当初は『封印再度』までの5連作を予定していたが、編集部の意向により当初は4作目に予定されていた『すべてがFになる』が1作目へと変更されたため、シリーズ全体を再構成し、後の5連作を新たに執筆したという経緯がある。シリーズとしては『有限と微小のパン』で完結するものの、他シリーズ（特にGシリーズ、四季シリーズ）との繋がりも多く、内容が前後することが多い。

## シリーズ作品
すべてがFになる The Perfect Insider
当該項目を参照。
冷たい密室と博士たち Doctors in Isolated Room
同級生で同僚の喜多北斗に誘われ、彼の在籍する「極地環境研究センタ」を訪れた犀川と萌絵。極地研では、氷点下20度という低温の状態で様々な実験が行われていた。犀川たちが訪れたその夜、衆人環視かつ密室状態の冷たい実験室の中で、男女2人の院生が刺殺体となって発見される。殺害された2人と犯人はどのようにして実験室に入ったのか。
笑わない数学者 Mathematical Goodbye
天才数学者・天王寺翔蔵博士の住む館、「三ツ星館」。そこで開催されたパーティの中で、博士は庭にある巨大なオリオン像を消してみせた。翌朝、再びオリオン像が現れたとき、2つの死体が発見された。犀川助教授と西之園萌絵が、オリオン像消失の謎と殺人事件に挑む。
詩的私的ジャック Jack the Poetical Private
N大学構内で女子大生の連続殺人事件が起こった。現場は密室で、死体には謎の傷が遺されていた。容疑者として浮上したのは、N大学の学生であったロック歌手の結城稔。結城の曲の歌詞と殺人事件の類似性をめぐり、N大学助教授・犀川創平と国立N大学3年生・西之園萌絵は密室殺人に挑む。
封印再度 Who Inside
萌絵はパズルマニアの世津子から、岐阜県恵那市の旧家・香山家の家宝である「無我の匣（むがのはこ）」と「天地の瓢（てんちのこひょう）」の話を聞く。「無我の匣」の鍵は「天地の瓢」に入っているが、口が細くてどうしても取り出すことができないという。そして鍵を「天地の瓢」に入れたらしい香山風采は、50年前に密室で自殺。その現場には凶器がなかったというのだ。
幻惑の死と使途 Illusion Acts Like Magic
奇術師である有里匠幻が行った脱出マジック。衆人環視の中、爆破される箱からの脱出は成功したかに見えた。しかし、箱から出てきたのは、胸にナイフが突き刺さった匠幻の死体だった。匠幻の殺害方法が分からないまま迎えた葬儀の日、「どんな密室からも脱出してみせよう」という匠幻の言葉どおり、出棺直後の棺の中から遺体が消失した。
※次作「夏のレプリカ」と同時期に起きた事件を扱っており、奇数章のみが書かれている。
夏のレプリカ Replaceable Summer
萌絵の友人である簑沢杜萌が、2年ぶりに実家の犬山に帰省した。実家には家族の姿が見えなかったがいつものことと気にせず、3階にいるはずの兄への挨拶も疲労から後回しにしてしまった。その翌朝、杜萌は奇妙な仮面を付けた男に捕らわれる。家族が家にいなかったのは、その男の仲間に誘拐されていたからだった。間もなく、長野県駒ヶ根の別荘に捕らわれていた家族と合流した杜萌だが、両親たちを見張っていたはずの犯人2人は死んでおり、杜萌と一緒にいた犯人の1人が逃走する。一家は解放され、警察が捜査に乗り出すが、事件の間、自宅の3階にいたはずの兄・素生が失踪、行方が分からなくなる。何かを隠している様子の家族、そして杜萌もまた……。
※前作「幻惑の死と使途」と同時期に起きた事件を扱っており、偶数章のみが書かれている。
今はもうない Switch Back
岐阜県昼ヶ野高原山奥にある別荘で見つかった変死体。死んでいたのは招待客のうちの2人姉妹で、片方には殺された跡があるにもかかわらず死体は密室の中にあった。そのとき別荘に滞在していたのは主人橋爪家親子と使用人、招待客数人であり、語り手「笹木」と偶然客となった「西之園家のお嬢様」もいた。笹木と西之園は協力して事件の謎に挑み、推理を働かせるが決定的な解決は見つからない。一方で状況が進むにつれて笹木は西之園に魅かれていき、ついには結婚を賭けたゲームを申し出る。
※笹木の手記という形をとっており、シリーズ他作品とは構成が違っている（「第一幕」「第二幕」という章立てなど）。
数奇にして模型 Numerical Models
模型交換会会場の公会堂でモデル女性の死体が発見された。死体の首は切断されており、発見された部屋は密室状態。同じ密室内で昏倒していた大学院生・寺林高司に嫌疑がかけられたが、彼は同じ頃にM工業大で起こった女子大学院生密室殺人の容疑者でもあった。複雑に絡まった謎に犀川・西之園師弟が挑む。
有限と微小のパン The Perfect Outsider
日本最大のソフトウェアメーカー「ナノクラフト」。長崎県に本社を構え、その傍で大規模なテーマパークを経営していた。社長の塙理生哉は事業の中心となる非常に優秀なプログラマであり、また萌絵が幼い頃の許婚でもあった。
研究室のゼミ旅行の先乗りで長崎を訪れた、萌絵と2人の友人。しかし、彼女らを待ち構えていたかのように続発する奇妙な事件。意味深なメッセージ。一方犀川はナノクラフト製のゲームに現れる不可思議な演出の話を聞き、予定を変更して即座に長崎に向かう。現実離れした出来事、質感の伴わない相手との対話。一連の出来事の背後に見え隠れするある存在。すべては、あの天才によるものなのか、それとも……。

## 主要登場人物

### 主人公
犀川 創平（さいかわ そうへい）
声：加瀬康之（アニメ）／渋谷茂（ゲーム）、演：綾野剛
国立N大学工学部建築学科助教授（後に国立N大学大学院工学研究科建築学専攻助教授）。本シリーズにおける探偵役。1994年の夏（1作目『すべてがFになる』）の時点で32歳。愛知県の私立高校を経て、国立K大学工学部卒業。同大学大学院工学研究科修了。
萌絵の父でありN大の元総長、西之園恭介が恩師で愛弟子。萌絵と初めて出会ったのは萌絵が小学5年生のときであり、学生時代からよく西之園家に通っていた。萌絵の両親の飛行機事故を、彼女と一緒に目撃している。萌絵が学生としてN大に進学してきたため「萌絵ちゃん」から「西之園君」に呼び方を変えている。
煙草とコーラをこよなく愛し、反対にアルコール、キュウリ、あんこ、きな粉、缶コーヒーを嫌っている。また、コーヒーに関しては普通、ホットのブラックコーヒーしか飲まない。喜多と同じく鉄道（特に蒸気機関車）が好きだったが、全て喜多との付き合いだったと語る。左利きだが、箸だけは右で使う。
物事に対する興味の度合いが両極端で、必要がなく、興味のないことには一切関わろうとしない。テレビは一切見ない。映画などは、喜多に見せられたもの以外はほとんど見ない。萌絵に引っ張りまわされて事件の捜査に巻き込まれるうちに、警察からその分析力・考察力を頼られるようになるが、本人が乗り気になることは滅多になく、真相に気がつけるだけの情報を得ていても、そのまま放置していることさえある。
一方で、興味のある事柄に関してはその力を遺憾なく発揮し、学術研究者としては非常に優秀である。「建築自体にはあまり興味が無い」と嘯くが、研究分野は建築生産史および都市史であり、当該分野における「計算機によるシミュレーション研究」の第一人者として、評価の高い論文を過去に多数発表している。また、自分の年齢で獲得可能な学術賞は全て獲っている。これらのことから、しばしば「学会のホープ」と呼ばれ、時には「天才」とさえ呼ばれる。なお、教授への昇任や他大学への移籍の話が出てくることも少なくないが、「研究をやりづらくなる」などと言ってその都度断っている様子。
助教授であるため講義も行うが、出席をとらない上に板書も試験さえもなく、犀川がひたすら喋り続けるだけという非常に独特な形式を採用している。履修登録をすればとりあえず「可」の評価が出るため、学生からの評判は別の意味で高く、他大学の学生にまでその講義形式が知られていることもある。学生の評価はその学生の質問内容によって決めている。したがって、犀川研究室の学生は犀川に常に試されている状態にある。
会議や委員会の類が嫌い。論文、学会、講演会、海外出張などに日々追われているが、できればしたくない。朝にめっぽう弱く、会話にもならない。午前に仕事がある日は無理やり早起きして目覚める時間を作る程。したがって午前中は犀川の部屋に誰も近づかない。
普段から研究室のドアは開けっ放し、サンダル履き、MAC、UNIXもログインしっ放しというズボラな性格である。好物はハンバーグのような子供の好きな食べ物のほとんど。車を買う際にも最初に薦められた一台に即座に決めてしまう（車の色も悪かったが「自分が座席に座ったら見えないから問題ない」という理由で気にしていない）など、生きるうえでの物事にあまり頓着しない。その一方で、物を数えるのが癖だったり、毎日腕時計の時刻あわせをしたりと、工学者らしく「定量」への執着が強いふしがある。人生で約束に遅れたのは、萌絵を待たせた四回だけ。
作中で「指向性が卓越している」と評されているように、まず考える対象や方向性を定めてからそれを集中して考察し、結論を得るタイプ。与えられた材料から全ての可能性をしらみつぶしに計算するタイプの萌絵と対比される。論理的かつ客観的な発言をし、たまに詩的な表現を使うこともある。会話の途中にジョークをはさむこともあるが、その内容はしばしば聞き手の理解を超える（むしろ犀川自身はこの手のジョークを「意味なしジョーク」と呼んで意識的に使っている）。
真賀田四季に非常に興味を持っており、四季も犀川に幾度かアプローチをとっている。
外面的には非常に冷静で他人に興味のないように見えるものの、萌絵のことに関わるときには葛藤や動揺を見せたり、突っ走る場合がある。その激しさを萌絵は犀川の内面的な部分だと考えている。犀川自身、複数の人格が自らの中で統合されていないことを幼いころから自覚しており、それは萌絵も同じだと分析している。
シリーズ初期こそ萌絵の内面的なものを考え一定の距離を置いていたが、自らの感情を分析したり、徐々に過去を乗り越えていく萌絵の成長を受け入れ、本作シリーズ以降の作品でも登場するたびに、萌絵との関係は変化している。スピンオフ作品「いつ入れ替わった？」では指輪を渡しているが、四季シリーズ「秋」ではまだ結婚していない様子。
他の作品でも萌絵と共に脇役として登場する場合があり、彼の幼少期が語られている作品も存在する。
登場作品リスト
- シリーズ作品
  - S&Mシリーズ
  - Vシリーズ
  - 四季シリーズ
  - Gシリーズ

- 短編
  - まどろみ消去 Missing Under The Mistletoe
    - 「誰もいなくなった」

  - 地球儀のスライス A Slice of Terrestrial Globe
    - 「石塔の屋根飾り」「マン島の蒸気鉄道」

  - 今夜はパラシュート博物館へ The Last Dive to Parachute Museum
    - 「どちらかが魔女」「双頭の鷲の旗の下に」

  - 虚空の逆マトリクス Inverse of Void Matrix
    - 「いつ入れ替わった?」

  - レタス・フライ Lettuce Fry
    - 「刀之津診療所の怪」

- 短編（英訳）
  - The Rooftop Ornaments of Stone Ratha（『石塔の屋根飾り』の英語版 「The BBB」にて電子書籍化）
  - Which Is the Witch?（『どちらかが魔女』の英語版 「The BBB」にて電子書籍化）
  - Seven Stories（上記2作品を含む英語版短編集 「The BBB」にて電子書籍化。巻末には、英訳者・清涼院流水による解説を収録）

西之園 萌絵（にしのその もえ）
声：種﨑敦美（アニメ）／小林沙苗（ゲーム）、演：武井咲（少女期：内田愛）
本作のヒロイン。国立N大学工学部建築学科の学生。

### 犀川研究室
国枝 桃子（くにえだ ももこ）
声：桑島法子（アニメ）／小松しずく（ゲーム）、演：水沢エレナ
国立N大学工学部建築学科助手。犀川より4歳若い。女性でありながら背が高く、髪も短く表情に変化がない。また服装も男と変わらないためよく男性と勘違いされるが、本人は気にしていない。彼女と会話をすると気分を損ねるというジンクスがある。遠慮のひとつも無い態度で犀川を苛立たせることも多い。常に不機嫌に見えるため、学生からは怖がられる存在。事件にも興味が無い。ケーキは洗い物が少なくて済むように手掴みで食べる。シリーズの途中で結婚した際には、犀川を含め周囲の人間を驚愕させた。結婚後も性格は変わっていない、また変わったはずの苗字も誰も知らない。夫は私立高校の数学教師だが、誰も彼女のことをよく知る者は居ない。また夫のことを「旦那様」「御主人様」などと呼ぶのを嫌い、「結婚相手」と呼ぶ。感情が全く見えないキャラクターだったが、時折わずかに感情を出すようになる。犀川は性格は置いといても優秀だと認めており、後にC大学の助教授になる。
牧野 洋子（まきの ようこ）
国立N大学工学部建築学科の学生。萌絵の親友。リーダー気質で萌絵とともに研究室を仕切っている。初対面以降浜中が気になっている。萌絵とは良い意味で一線を引いた関係であり、萌絵の詳しい出生や過去などはあまり知らない。
金子 勇二（かねこ ゆうじ）
国立N大学工学部建築学科の学生。萌絵の同級生。反町愛と付き合っている。口は悪いが論理的な思考の持ち主である。姉を萌絵の両親と同じ飛行機事故で亡くしており、何かと萌絵を気に掛けている。
浜中 深志（はまなか ふかし）
声：村田太志（アニメ）／成金屋清富（ゲーム）、演：岡山天音
国立N大学工学部建築学科の学生。萌絵たちの先輩だが外見は幼く見える。萌絵のことが気になっているらしく、何かとアピールするものの萌絵にはまったく気付かれない。

### 西之園家
西之園 恭輔（にしのその きょうすけ）
演：津村和幸
萌絵の父。元国立N大学総長であり、犀川の恩師。萌絵が16歳の時、夫婦ともに飛行機事故で亡くなっている。先進的な研究者だった。
西之園 捷輔（にしのその しょうすけ）
声：磯部勉（アニメ）／西村知道（ゲーム）、演：吉田鋼太郎
愛知県警察本部長であり、愛知県内では物理的な意味での最高権力者である。萌絵の叔父で、現在の保護者の一人。妹の睦子とは仲が悪く何かと嫌味を言われることがある。特徴のある鉤鼻や長身なこともあり、日本人離れした外見である。
佐々木 睦子（ささき むつこ）
愛知県知事夫人であり、県政の影の実力者。捷輔の妹で萌絵の現在の保護者の一人でもあり、彼女が頭の上がらない人物である。さまざまな婦人クラブに所属している。性格は萌絵に似ており、若いころは見た目も似ていたらしい。
諏訪野（すわの）
声：長克巳（アニメ）、演：藏内秀樹
30年以上前から西之園家の執事であり、萌絵の両親が亡くなったあとも萌絵の現在の自宅であるマンションで執事をしている。話し言葉が非常に回りくどい。マナーに厳しく羽目をはずした萌絵の行動・言動にはよく注意する。
西之園 都馬（にしのその とうま）
萌絵の愛犬で現在の自宅マンションで飼われているシェットランド・シープドッグ。寝るときには仰向けになる癖がある。これは萌絵が小さいときトーマが寝る際にいつも仰向けにしていたことが原因である。

### 愛知県警察
三浦（みうら）
刑事主任。萌絵曰く、頭の回転が速いヒトである。眼鏡をかけており眼光が鋭い。部外者である犀川に対してある程度信頼を置いているためか情報を流して意見を伺う場面もある。
鵜飼 大輔（うかい だいすけ）
演：戸次重幸
三浦の部下。階級は警部補。巨漢である。萌絵のファンであり県警内にある秘密ファンクラブ「TMコネクション」に所属している。萌絵の情報収集元でもある。
近藤 健（こんどう けん）
三浦の部下。階級は警部補。長身の丸顔で眼鏡をかけている。同じく萌絵のファンであり県警内にある秘密ファンクラブに所属している。また萌絵の情報収集元でもある。

### その他
喜多 北斗（きた ほくと）
演：小澤征悦
国立N大学工学部土木工学科助教授。犀川の中学・高校・大学の同級生。 鉄道ファン（特に蒸気機関車のファン）であり学生のときはよく犀川を連れて写真を撮りに行っていた。ルックスが良く女性との付き合いがうまい為か、週末は女性関係で予定が埋まっているらしい。犀川とは性格が全く違うが、なにかと馬が合う様子で、犀川が知っている俗物の知識は大体喜多から教わったもの。犀川とどちらかが飛行機に乗るときは、必ずもう一人が車で空港に送ることになっている。
儀同 世津子（ぎどう せつこ）
声：堀江由衣（アニメ）／中村尚子（ゲーム）、演：臼田あさ美
婦人雑誌記者。犀川とは母親違いの兄妹にあたり、犀川のことを「創平くん」と呼んでいる。犀川とは7歳差。萌絵とは友人関係にある。レスラーのようなサラリーマンの夫と結婚しており現在横浜に住んでいる。普段はつたない話し方をしているが緊急事態のときはハキハキとものをいう。犀川と違い文系。言葉遣いからもそうは見えない（または見えないようにしている）、タイプの違った頭の良さを持っている。時間ができたときなど急に訪れる兄を、いつも快く歓迎しているが、変わった性格の兄に呆れることもしばしば。双子の子供がいるものの、共働きで忙しいためかよく隣の部屋に住む女性に世話をしてもらっている。
反町 愛（そりまち あい）
国立N大学医学部の学生。萌絵の高校時代からの親友で男勝りな性格であるが、事件に遭遇すると気が弱くなる。萌絵が一年休学したのに対して、反町愛は一年浪人したので大学でまた同期になった。萌絵からは「ラヴちゃん」と呼ばれている。金子と付き合っている。

### 作品補足情報
- 「すべてがFになる」から「封印再度」の5連作の中で1つ読むなら「笑わない数学者」にしてください、と森は述べている。
- 笑わない数学者の舞台となる三ツ星館について、一級建築士の安井俊夫が建築学的な考察や予想される図面を「犯行現場の作り方[1]」に掲載している。安井は作品や建物の独創性には高評価を与えたが、現実には建築基準法に違反していると指摘した。
- 「封印再度」で使われている『無我の匣』と『天地の瓢』のトリックは、読者の理科教員が公開実験で再現した。
- 「幻惑の死と使途」と「夏のレプリカ」は対になっており、ほぼ同時に起こった事件を2つに分けて整理した、という形を取っている。但し、作者本人によると「交互に読むと混乱するのでやめた方がいい」とのこと[2]。
- 「夏のレプリカ」は当初、「いつか問われる Fatal Question」というタイトルの予定だったが、重過ぎる、という理由で改められた[2]。
- 「数奇にして模型」のタイトルの由来は「好きにしてもOK」であり、ダジャレのようなものである[2]。

### メディアミックス
- 漫画
  - すべてがFになる / 浅田寅ヲ (2001)
  - 冷たい密室と博士たち / 浅田寅ヲ (2002)
  - すべてがFになる -THE PERFECT INSIDER- / 霜月かいり (2011)

- アニメ
  - すべてがFになる -THE PERFECT INSIDER- (フジテレビ/ノイタミナ/A-1_Pictures、2015)
(原作：すべてがFになる、「四季」シリーズ)

- ゲーム
  - すべてがFになる 〜THE PERFECT INSIDER〜（KID、PlayStation用ソフト、2002)

- TVドラマ
  - すべてがFになる (フジテレビ、2014)
(原作：冷たい密室と博士たち、封印再度、すべてがFになる、数奇にして模型、有限と微小のパン)

### 舞台
シリーズの舞台となる「那古野市（なごのし）」は名古屋市をモデルにしており、実在する建物が数多く登場する。萌絵の住む高層マンション、徳川美術館、JR名古屋駅、名古屋大学の施設などがその例である。また、名古屋で一番有名な待ち合わせスポットである「ななちゃん」も登場する。

## 書籍情報
文庫判は2011年より新装版となった。
1. すべてがFになる
  - 講談社ノベルス 1996年4月発行 ISBN 4-06-181901-1
  - 講談社文庫 1998年12月発行 ISBN 4-06-263924-6（解説：瀬名秀明）
2. 冷たい密室と博士たち
  - 講談社ノベルス 1996年7月発行 ISBN 4-06-181917-8
  - 講談社文庫 1999年3月発行 ISBN 4-06-264560-2（解説：太田忠司・西澤保彦）
3. 笑わない数学者
  - 講談社ノベルス 1996年9月発行 ISBN 4-06-181927-5
  - 講談社文庫 1999年7月発行 ISBN 4-06-264614-5（解説：森毅）
4. 詩的私的ジャック
  - 講談社ノベルス 1997年1月発行 ISBN 4-06-181941-0
  - 講談社文庫 1999年11月発行 ISBN 4-06-264706-0（解説：菅聡子）
5. 封印再度
  - 講談社ノベルス 1997年4月発行 ISBN 4-06-181959-3
  - 講談社文庫 2000年3月発行 ISBN 4-06-264799-0（解説：池波志乃）
6. 幻惑の死と使途
  - 講談社ノベルス 1997年10月発行 ISBN 4-06-181987-9
  - 講談社文庫 2000年11月発行 ISBN 4-06-273011-1（解説：引田天功（プリンセス・テンコー））
7. 夏のレプリカ
  - 講談社ノベルス 1998年1月発行 ISBN 4-06-182000-1
  - 講談社文庫 2000年11月発行 ISBN 4-06-273012-X（解説：森浩美）
8. 今はもうない
  - 講談社ノベルス 1998年4月発行 ISBN 4-06-182016-8
  - 講談社文庫 2001年3月発行 ISBN 4-06-273097-9（解説：土屋賢二）
9. 数奇にして模型
  - 講談社ノベルス 1998年7月発行 ISBN 4-06-182031-1
  - 講談社文庫 2001年7月発行 ISBN 4-06-273194-0（解説：米澤嘉博）
10. 有限と微小のパン
  - 講談社ノベルス 1998年10月 ISBN 4-06-182043-5
  - 講談社文庫 2001年11月 ISBN 4-06-273294-7（解説：島田荘司）